# 片桐貞央

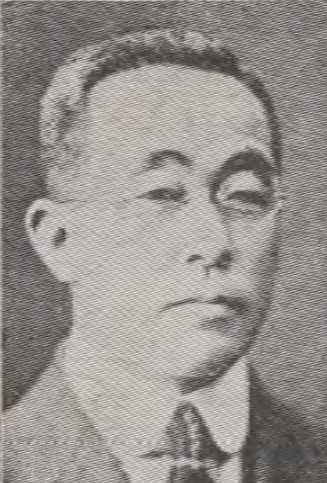
片桐貞央

片桐 貞央（かたぎり さだひさ / さだなか、1880年（明治13年）4月28日 - 1956年（昭和31年）1月7日）は、大正から昭和期の政治家、華族。貴族院子爵議員。旧姓・水野、幼名・央、法諱・宗昌。

## 経歴
旧紀伊新宮藩主・水野忠幹の六男として生まれる。先代、子爵・片桐貞健の死去に伴い家督を継承し、1892年（明治25年）8月16日、子爵を襲爵した。同年9月5日、貞央と改名した。
1911年（明治44年）9月、東京帝国大学法科大学政治学科を卒業。狩猟調査会委員、農林審議会委員、矢作水力役員、大阪タクシー自動車役員などを務めた。
1914年（大正3年）2月28日、貴族院子爵議員補欠選挙で当選し、研究会に所属して活動し、1939年（昭和14年）7月9日まで4期在任した。

## 親族
- 先妻：綱子（つなこ、織田信及二女）[1]
- 後妻：芙蓉（ふゆ、大給恒長女）[1]
- 長男：貞臣（子爵）[1]
- 三男：節比古（水野忠陽養子）[1]